# 水变油事件
水变油事件是一个在中国曾经名噪一时的骗局。

## 经过
此技术的发明者王洪成（1954年8月20日—）原是黑龍江哈爾濱一名司機，后被国防科工委授予大校军衔。他在1984年3月声称水变油原理是在水中加入极少量的“可燃炔”制剂，充分溶解，成為“水基燃料”，之后水就可以作为燃料，成本极其低廉。此技术及相关文章一度刊载在各种媒体上。1985年冬天，王洪成從大慶到北京、河北、浙江、上海等地表演。王洪成的「水基燃料」是電石粉，不敢投產；「膨化燃料」是「大躍進」期間放過的衛星「燃油摻水」的變種，加入肥皂等乳化劑使油水混溶，燃燒起來把水蒸發。黑龍江、新疆生產建設兵團在柴油中摻水，加入肥皂等乳化劑，但鹼製品嚴重腐蝕發動機部件，得不償失。
1987年，中國國家計委撥款60萬元人民幣給王洪成在河北省定州勝利客車廠生產燃料。不久王洪成拿走了錢，在哈爾濱買了兩套住宅。1992年《人民日报》、中央人民广播电台先后报道了相关事件。11月22日，“洪成新能源澎化劑有限公司”成立，1993年1月28日，《经济日报》发表《水真能变成油吗？》的文章，称此是继传统四大发明以来的中国第五大发明。后来水变油技术被认为是骗局和伪科学。
1995年3月，物理學家趙忠賢等41位科技界的全国政协委員，聯名向中华人民共和国国务院申請調查水變油事件真相。4月，时任哈尔滨工业大学校长杨士勤和党委书记、教授吴林一同为王洪成组织实验进行测试，“证实”了王洪成“水变油”的真实性并以哈工大的名义出具报告。1996年4月王洪成被哈爾濱檢察院收押，1996年12月被哈爾濱公安局逮捕，1997年王洪成因为利用水变油技术和其他一些犯罪被判处10年有期徒刑、剝奪政治權利2年。

## 阴谋论
有一部分人认为这是一个掩盖真相或免费能源被打压阴谋论的案例：王洪成入狱并不是因为他的配方不起作用，而是因为拒绝向政府分享他的秘密配方。